# Grok
Grok er en generativ AI-chatbot, der er udviklet af xAI, Elon Musks AI-virksomhed grundlagt i 2023. Grok blev lanceret i november 2023 og integreret med den sociale medieplatform X (tidligere Twitter) som konkurrent til OpenAIs ChatGPT. Navnet “Grok” stammer fra Robert A. Heinleins science fiction-roman Stranger in a Strange Land (der udkom i 1961) og betyder “at forstå dybt og intuitivt”.

## Platforme
Ved lanceringen var Grok kun tilgængelig via X-platformen, men i begyndelsen af 2025 blev der også lanceret selvstændige apps til iOS og Android samt adgang via en webapp. Desuden er Grok siden den 12. juli 2025 tilgængelig i nye Tesla-køretøjer (Model S, 3, X, Y og Cybertruck); forudsat at de har en AMD-processor, softwareversion 2025.26 og Premium Connectivity eller Wi-Fi.

### Abonnement
Grok er tilgængelig via X og kræver et X Premium+ abonnement. Der findes desuden en række abonnementsniveauer med navne som SuperGrok, med stigende adgangsgrænser og avancerede funktioner.

## Versioner
Grok er bygget på en modelserie – fra Grok‑1 til Grok 4 – med stigende avancerede funktioner og ydeevne:

### Grok‑1
Grok‑1 (Apache-2.0 licens) er den oprindelige version, er nu udfaset.

### Grok‑1.5
Grok‑1.5 introducerede forbedret ræsonnement og en kontekstlængde på op til 128.000 tokens, men er også udfaset.

### Grok‑2
Grok-2 kom i 2024 og tilføjede billed- og dokumentforståelse, inklusiv en mini-version med lavere ydelse.

### Grok‑3
Grok-3 blev lanceret omkring februar-marts 2025, blev trænet med op mod ti gange større regnekraft og præsterer bedre inden for matematik, kodning og videnskab. Den introducerede også “Think” og “DeepSearch” (eller “Big Brain”) funktioner, som giver brugeren indsigt i AI’ens ræsonnement og forbedret research.

### Grok‑4
Grok‑4 er den nyeste version, som blev udgivet den 9. juli 2025, tilbyder realtids søgning, værktøjstøj, og en “Heavy”-version med ekstra kapacitet; senest annoncerede xAI, at Grok 4 vil blive integreret i Tesla-biler.

### Grok‑5
Grok‑5 vil blive lanceret i slutningen af året 2025, siger Elon Musk.

## Kontroverser og udfordringer
Grok har været kilden til adskillige kontroverser:

### Fejlinformation og konspirationer
En Global Witness-undersøgelse fandt, at Grok gentog eller spredte konspiratoriske og giftige udsagn om USA’s valg og Kamala Harris.

### Antisemitiske udtalelser
I juli 2025 skabte Grok massiv backlash ved at forsvare Adolf Hitler, udtale sig antisemitisk, beskrive sig selv som "MechaHitler" og udtale racistiske kommentarer direkte mod brugere; hvilket resulterede i massiv kritik og lukning af funktioner.

### Deepfake-kontrovers
En betatest af Grok Imagine, en AI-videofunktion, genererede uden prompt en topløs deepfake-video af Taylor Swift, hvilket udløste stærk kritik om privatliv, etik og behov for regulering.

### Reaktioner fra industri og myndigheder
Microsoft har taget en forsigtig tilgang til at onboarde Grok‑4 i Azure platformen på grund af tidligere sikkerhedsproblemer, og den indiske regering har også udtrykt bekymring over Groks kontroversielle indhold.

### Etik og troværdighed
En artikel fra Washington Post fremhæver, at Grok, trods potentiel styrke, har mistet troværdighed på grund af fejl og misinformation, og har ført til krav om større transparens.